# Agios Andronikos Karpasias
Agios Andronikos Karpasias (in greco Άγιος Ανδρόνικος Καρπασίας? "Sant'Andronico [di Karpasia]", per distinguerlo dal villaggio omonimo; in turco: Yeşilköy "villaggio verde") è un villaggio di Cipro. È sotto il controllo de facto di Cipro del Nord, nel distretto di Iskele, mentre de iure si trova nel distretto di Famagosta della Repubblica di Cipro.

## Geografia fisica
Il villaggio è situato nella penisola del Karpas, tra Leonarisso e Gialousa, a soli tre chilometri da quest'ultima. 

## Origini del nome
I greco-ciprioti hanno dato al villaggio il nome di Sant'Andronico di Kanakaria. Andronikos significa letteralmente "vincitore" in greco. Nel 1959, i turco-ciprioti hanno adottato un nome turco alternativo, Yeşilköy, che significa "villaggio verde".

## Società

### Evoluzione demografica
Nel 1831, le autorità ottomane contarono 62 abitanti turchi e 55 greci. Nel 1891, il villaggio aveva un totale di 557 abitanti, di cui 302 greci e 255 turchi (= 46%). Nel 1960, la proporzione di questi ultimi era aumentata di circa 200 abitanti (corrispondente al 36% della popolazione totale), mentre il numero di greci era salito a 771, in modo che in quel momento il villaggio aveva 1 205 abitanti. Nel 1958, la proporzione di turchi era aumentata a causa dei rifugiati di Melanarg/Adaçay, mentre molti della popolazione greca andarono in Gran Bretagna, il cui dominio coloniale stava per finire. Il picco era stato dunque superato, perché nel 1946 si erano contati 420 turchi e 960 greci, per cui la popolazione era di 1 380 persone. Nel 1964, ci furono distruzioni nella parte turca del villaggio, ma la forte minoranza rimase. Tra il 1974 e il 1977, i greco-ciprioti dovettero fuggire. Questo avvenne in diverse fasi, a partire dall'agosto 1974. Dopo di che, 560 greci rimasero nel villaggio fino all'ottobre 1975; nel luglio 1976 rimasero solo 28 greci e nel dicembre 1980 solo 10.
Molti turchi ciprioti sfollati si rifugiarono nei villaggi di Platanissos, Galinoporni, Kuruova, Melanarga e Galateia; il governo turco sistemò anche famiglie dell'Anatolia, specialmente dalle province di Muş, Kars, Osmaniye, Ordu e Adana. Nel 2006, c'erano di nuovo 777 abitanti.

## Economia
Nel villaggio c'è un'agricoltura fiorente, a causa della terra rossa di cui sono composti i terreni dei dintorni.